# 中村直幹
中村 直幹（なかむら なおき、1996年9月19日 - ）は、北海道札幌市出身のスキージャンプ選手である。

## 経歴
中学、高校時代は1学年上の佐藤幸椰、同学年の小林陵侑、1学年下の伊藤将充らと競い合うが、少年組での優勝は東海大学付属第四高等学校3年時の札幌市長杯大倉山サマージャンプ大会に留まった。高校を卒業後、東海大学へ進学した。
2013年3月1日に札幌で開催されたFIS公認レースの第84回宮様スキー大会国際競技会で国際大会に初出場、36位、48位で終わる。次の大会出場の機会となった、2013年9月にルシュノヴでひらかれたFISカップに21位、11位と結果で応えた。
2014/15シーズンは、2015年1月16、17日の両日に札幌で開催されたコンチネンタルカップに出場し、1日目24位でポイントを獲得した。その後、スロベニア等のコンチネンタルカップを経てノルディックスキージュニア世界選手権アルマトイ大会へ出場した。
2015/16シーズンは、コンチネンタルカップ札幌大会で3戦連続でポイントを獲得し、ワールドカップ札幌大会にデビュー、1日目38位、2日目25位となりワールドカップポイントを獲得した。ジュニア世界選手権ルシュノフ大会2016では個人戦21位、伊藤将充、岩佐勇研、小林陵侑と共に出場した団体で銅メダルを獲得した。3月の伊藤杯シーズンファイナル大倉山ナイタージャンプ大会で2本目に最長不倒となる128mを飛び成年組初優勝、この大会から暫定的にK=123m、HS137mと変更された大倉山の冬季新プロフィール下において男子の初代バッケンレコード保持者となった。
2016/17シーズンは、全日本スキー選手権ノーマルヒル、HBCカップジャンプ競技会、 宮様スキー大会ノーマルヒル、伊藤杯シーズンファイナル連覇など国内で4勝。アルマトイで開催された2017年冬季ユニバーシアードのスキージャンプ男子個人ではミハイル・ミハイロヴィッチ・マキシモチキン、トーマス・ラックナーを抑えて金メダルを獲得、札幌で開催された2017年アジア冬季競技大会ではノーマルヒル6位、ラージヒル金メダル、団体金メダルを獲得するなど、飛躍のシーズンとなった。　
2017/18シーズンまではワールドカップは自国開催時か、海外遠征メンバーの一時帰国に伴う代替メンバーとしての限定的な出場に限られていたが、2018/19シーズンはワールドカップ開幕から海外遠征メンバーに選出されるとシーズン通してワールドカップに出場し続け総合39位に入り、出場機会はなかったものの世界選手権のメンバーに初選出された。
2019年3月に東海大学を卒業後、環境問題に取り組む新会社「フライング・ラボラトリー」を設立し、スポンサー契約を得ながらスキージャンプを続けることとした。2019/20シーズンの夏はコンチネンタルカップから参戦し、シュチンスク大会では2戦連続で2位となり、その後のサマーグランプリではクールシュヴェル大会で3位となり、ザコパネ大会の男子団体優勝のメンバーとなった。冬は開幕からワールドカップ海外遠征メンバーとして参戦し、総合43位でシーズンを終えた。
2020/21シーズンは、コロナ禍のため10月以降の開催となったサマージャンプ国内戦は7戦中、札幌市長杯宮の森サマージャンプ大会で優勝、NHK杯で2位となりワールドカップへ向かった。ワールドカップでは序盤は調子が上がらず、途中コンチネンタルカップに参戦するなどしていたが、後半はポイントを重ね、総合34位の成績であった。またフライングの団体戦では20年ぶりの表彰台となる団体2位のメンバーとなった。シーズン序盤に行われたスキーフライング世界選手権に初出場、個人35位、団体5位のメンバーとなった。世界選手権は2大会連続で代表に選出され、個人戦では出場機会がなかったが、男子団体のメンバーに選出され初出場を果たした。2本ともK点を超えるジャンプで日本の4位に貢献した。
2021/22シーズンは、ワールドカップにはフル参戦し、初戦のニジニ・タギル戦でこれまでの最高の4位となり、総合31位であった。団体戦ではザコパネ大会で3位のメンバーとなった。北京オリンピック代表に初めて選ばれ、個人ノーマルヒル38位、個人ラージヒル29位、男子団体ラージヒル5位のメンバーとなった。フライング世界選手権ヴィケルスン大会では個人37位、団体6位のメンバーとなった。
2022/23シーズンは、ワールドカップでは開幕3戦目のフィンランド・ルカ大会において３位となり、自身初の個人表彰台に上がり日本人歴代18人目の個人表彰台達成者となった。総合成績はこれまでで最高の24位であった。世界選手権では、個人ノーマルヒル25位、個人ラージヒル29位、男子団体ラージヒル7位、混合団体ノーマルヒル5位のメンバーとなった。
2023/24シーズンは、国内戦では札幌市長杯大倉山サマージャンプ大会および全日本選手権ノーマルヒルを制した。ワールドカップは札幌大会第2戦以降を腰痛により欠場し、総合56位であった。フライング世界選手権バート・ミッテルンドルフ大会では個人35位、団体5位のメンバーとなった。
2024/25シーズンは、国内戦ではサマーで2勝した。ワールドカップは総合25位であった。世界選手権の代表に選ばれ、個人ノーマルヒル11位、個人ラージヒル25位、男子団体5位のメンバーとなった。

## 主な競技成績

### オリンピック
- 2022年北京オリンピック（ 中国）
  - 個人ノーマルヒル 38位
  - 個人ラージヒル 29位
  - 男子団体ラージヒル 5位（佐藤幸椰、中村直幹、小林潤志郎、小林陵侑）

### アジア冬季競技大会
- 2017年札幌大会（ 日本）
  - 男子個人ノーマルヒル 6位
  - 男子個人ラージヒル 1位
  - 男子団体ラージヒル 1位（岩佐勇研、佐藤幸椰、中村直幹、伊藤将充）

### 世界選手権
- 2019年ゼーフェルト大会（ オーストリア）
  - 代表に選出されたが競技出場は無し。
- 2021年オーベルストドルフ大会（ ドイツ）
  - 男子団体ラージヒル 4位（佐藤幸椰、中村直幹、佐藤慧一、小林陵侑）
- 2023年プラニツァ大会（ スロベニア）
  - 個人ノーマルヒル 25位
  - 個人ラージヒル 29位
  - 男子団体ラージヒル 7位（中村直幹、小林潤志郎、二階堂蓮、小林陵侑）
  - 混合団体ノーマルヒル 5位（丸山希、中村直幹、伊藤有希、小林陵侑）
- 2025年トロンハイム大会（ ノルウェー）
  - 個人ノーマルヒル 11位
  - 団体ラージヒル 5位（二階堂蓮、佐藤幸椰、中村直幹、小林陵侑）
  - 個人ラージヒル 25位

### フライング世界選手権
- 2020年プラニツァ大会（ スロベニア）
  - 個人 35位
  - 団体 5位（佐藤慧一、中村直幹、小林陵侑、佐藤幸椰）
- 2022年ヴィケルスン大会（ ノルウェー）
  - 個人 37位
  - 団体 6位（佐藤幸椰、中村直幹、小林潤志郎、小林陵侑）
- 2024年バート・ミッテルンドルフ大会（ オーストリア）
  - 個人 34位
  - 団体 5位（二階堂蓮、中村直幹、小林潤志郎、小林陵侑）

### ジュニア世界選手権
- 2015年アルマトイ大会（ カザフスタン）
  - 男子個人 44位
- 2016年ルシュノヴ大会（ ルーマニア）
  - 男子個人 21位
  - 男子団体 3位（伊藤将充、岩佐勇研、中村直幹、小林陵侑）

### ユニバーシアード
- 2017年アルマトイ大会（ カザフスタン）
  - 男子個人 1位
  - 混合団体 1位（岩佐明香、中村直幹）

### ワールドカップ
- 通算 3位1回（2023/24シーズンまで）

| シーズン | 総合順位 | 4H | SF | ポイント | 備考         |
| -------- | -------- | -- | -- | -------- | ------------ |
| 2015/16  | 67       | -- | -- | 6        | 最高順位25位 |
| 2016/17  | --       | -- | -- | 0        | 最高順位39位 |
| 2017/18  | 69       | -- | -- | 2        | 最高順位29位 |
| 2018/19  | 39       | 32 | 42 | 72       | 最高順位14位 |
| 2019/20  | 43       | 33 | -- | 39       | 最高順位13位 |
| 2020/21  | 34       | 41 | 17 | 111      | 最高順位16位 |
| 2021/22  | 31       | 28 | 31 | 196      | 最高順位4位  |
| 2022/23  | 24       | 35 | 19 | 275      | 最高順位3位  |
| 2023/24  | 56       | 60 | -- | 15       | 最高順位26位 |
| 2024/25  | 25       | 19 | 17 | 212      | 最高順位9位  |

| 団体表彰台 | 団体表彰台 | 団体表彰台       | 団体表彰台 | 団体表彰台 | 団体表彰台                            |
| シーズン   | 開催日     | 開催地           | HS         | 成績       | メンバー                              |
| ---------- | ---------- | ---------------- | ---------- | ---------- | ------------------------------------- |
| 2020/21    | 3月28日    | プラニツァ       | 240        | 準優勝     | 中村直幹 小林潤志郎 佐藤幸椰 小林陵侑 |
| 2021/22    | 1月15日    | ザコパネ         | 140        | 3位        | 佐藤幸椰 小林潤志郎 中村直幹 小林陵侑 |
| 2022/23    | 1月15日    | レイクプラシッド | 128        | 3位        | 【スーパーチーム】 中村直幹 小林陵侑  |

### サマーグランプリ
- 通算 3位1回、男子団体優勝1回（2024シーズンまで）

| シーズン | 順位 | ポイント |
| -------- | ---- | -------- |
| 2018     | 27.  | 71       |
| 2019     | 6.   | 225      |
| 2021     | 62.  | 18       |
| 2022     | 13.  | 87       |
| 2023     | .    | 0        |
| 2024     | 21.  | 117      |

### コンチネンタルカップ
- 通算 2位2回（2020/21シーズン終了時）

| シーズン | 夏   | 夏       | 冬    | 冬       | 通算  | 通算     |
| シーズン | 順位 | ポイント | 順位  | ポイント | 順位  | ポイント |
| -------- | ---- | -------- | ----- | -------- | ----- | -------- |
| 2014/15  | –    | –        | 0119. | 007      | 0157. | 007      |
| 2015/16  | –    | –        | 073.  | 0048     | 096.  | 0048     |
| 2016/17  | –    | –        | 070.  | 0061     | 095.  | 0061     |
| 2017/18  | –    | –        | 054.  | 0083     | 070.  | 0083     |
| 2018/19  | 010. | 00214    | –     | –        | 040.  | 00214    |
| 2019/20  | 015. | 00225    | –     | –        | 035.  | 00225    |
| 2020/21  | –    | –        | 053.  | 0052     | 056.  | 0052     |

### 国内大会
- 2014年
  - 第15回 札幌市長杯大倉山サマージャンプ大会少年組 - 優勝
- 2016年
  - 第17回 伊藤杯シーズンファイナル大倉山ナイタージャンプ大会 - 優勝
  - 第95回 全日本スキー選手権ノーマルヒル - 優勝
- 2017年
  - 第59回 HBCカップジャンプ競技会 - 優勝
  - 第88回 宮様スキー大会国際競技会成年組ノーマルヒル - 優勝
  - 第18回 伊藤杯シーズンファイナル大倉山ナイタージャンプ大会 - 優勝
- 2020年
  - 第38回 札幌市長杯宮の森サマージャンプ大会成年組 - 優勝
- 2022年
  - 第35回 UHB杯ジャンプ大会 - 優勝
- 2023年
  - 第24回 札幌市長杯大倉山サマージャンプ大会成年組 - 優勝
  - 第102回 全日本スキー選手権ラージヒル - 優勝
- 2024年
  - 第37回 UHB杯ジャンプ大会 - 優勝
  - 第66回 NHK杯ジャンプ大会男子組 - 優勝